# Georgi Efremow

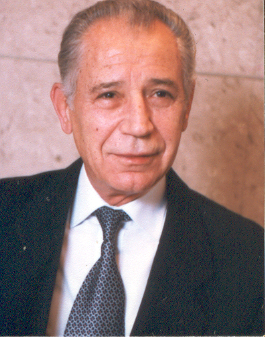

Georgi Dimitar Efremow (mac. Георги Димитар Евремов, ur. 8 grudnia 1932 w Kratowie, zm. 6 maja 2011 w Skopju) – macedoński biochemik i genetyk.
W 1956 roku ukończył studia na Wydziale Weterynarii Uniwersytetu w Zagrzebiu. W 1959 został zatrudniony na stanowisku młodszego asystenta na Wydziale Rolnictwa Uniwersytetu Świętych Cyryla i Metodego w Skopju. W latach 1961–1963 studiował biochemię na Wydziale Weterynarii Uniwersytetu w Belgradzie. W 1963 roku obronił tam pracę doktorską dotyczącą hemoglobiny płodowej i zwierzęcej.  
Odbył staże podoktorskie na Wydziale Medycyny Wewnętrznej Kolegium Weterynaryjnego w Oslo (1963–1965) oraz Medical College of Georgia w Auguście (1968–1970). W 1970 uzyskał tytuł docenta na Uniwersytecie Świętych Cyryla i Metodego w Skopju. W 1973 roku został profesorem nadzwyczajnym, a w 1980 profesorem zwyczajnym. Był profesorem wizytującym uczelnie w USA, na Kubie, w Libii i Kuwejcie.
Zainteresowania naukowe Efremowa biotechnologii białek i enzymów, a także zastosowania inżynierii genetycznej w badaniach molekularnych podstaw  takich chorób jak: hemoglobinopatia, mukowiscydoza, hemofilia, dystrofie mięśniowe, rdzeniowy zanik mięśni, pląsawica Huntingtona. Dzięki szeroko zakrojonym badaniom ustalił rozpowszechnienie hemoglobinopatii na terenie ówczesnej Jugosławii. Badał również podstawy molekularne chorób nowotworowych (nowotworu jelita grubego, raka piersi, rak jajnika) oraz zakaźnych (wirusowe zapalenie wątroby typu B, wirusowe zapalenie wątroby typu C, zakażenie wirusem brodawczaka ludzkiego, czy Chlamydia trachomatis.

## Odznaczenia
- Order Zasługi Republiki Macedonii (2007)[1]